# Lameerea ensipalpis
Lameerea ensipalpis är en fjärilsart som beskrevs av Ghesquière 1942. Lameerea ensipalpis ingår i släktet Lameerea och familjen mott. Inga underarter finns listade i Catalogue of Life.